# Karwinskia humboldtiana
Karwinskia humboldtiana är en brakvedsväxtart som först beskrevs av Roemer och Schultes, och fick sitt nu gällande namn av Joseph Gerhard Zuccarini. Karwinskia humboldtiana ingår i släktet Karwinskia och familjen brakvedsväxter. Inga underarter finns listade i Catalogue of Life.